# Ormersviller
Ormersviller é uma comuna francesa na região administrativa de Grande Leste, no departamento de Mosela. Estende-se por uma área de 7,3 km². Em 2010 a comuna tinha 386 habitantes (densidade: 52,9 hab./km²).